# Иванова Гора (Тверская область)
Ива́нова Гора́ — деревня в Замошском сельском поселении Осташковского района Тверской области. Население по состоянию на 2008 год составляет 65 человек.
Иванова Гора находится на западном берегу озера Сиг.